# Стари заветни крст у Лалинцу
Стари заветни крст у Лалинцу, насељеном месту на територији општине Сврљиг, налази се у махали Дира, у јарку, а непосредно уз сеоску кућу.
Крст припада категорији оброчних крстова, начињен је од камена пешчара, висине око 1,80m. Рађен је без карактеристичних јабучастих испупчења на краковима. Не поседује никакве украсе и шаре, осим што је по читавој дужини централног дела урезан крст, чији се вертикални крак завршава на правоугаоном делу као на постољу. Запис на крсту је тешко читљив. 
У врху су урезана четири слова: ИС, KС, а на почетку и крају попречног крака крста још четири: НИ, KА, која означавају познату крилатицу: Исусу Христос победник. Испод попречног крака записано је: с(ве)ти Никола, мисли се на дан када се народ сакупљао око овог заветног места. У дну крста записана је година његовог подизања, тешко читљива, а могла би бити: А __ П (1780), где се средње слово пси само назире, тако да постоји могућност да је то слово W, чиме би се време настанка заветног крста померило за читав век – 1880. г. Испод године уклесана су имена: Милена, Станко (?).